# X.400
X.400 és un estàndard del model de referència d'Interconnexió de Sistemes Oberts OSI, per a l'intercanvi de correu electrònic (aleshores se'n deia Missatge Interpersonal o IPMs) desenvolupat pel Sector de Normalització de les Telecomunicacions de la UIT (aleshores anomenat CCITT) amb el beneplàcit de l'ISO des de l'any 1984.
Com va passar amb la majoria dels estàndards OSI del Nivell d'aplicació no va suportar la competència amb el protocol similar Internet, en aquest cas el SMTP. El correu X.400 va arribar a tenir una base d'usuaris relativament àmplia, especialment a Europa, sobretot en entorns corporatius i d'investigació. El model de correu era més robust i complet que l'equivalent d'Internet. El seu sistema d'adreces de correu, basat en X.500, era massa complicat per a l'època, encara que molt més potent. Com tots els estàndards OSI, aquest era el recomanat/suportat per les companyies telefòniques (a l'època i a Europa gairebé totes eren monopolis estatals) que oferien unes tarifes de connexió excessives. Una mica per tot això l'estàndard OSI no va tenir gran acceptació. No obstant això encara es fa servir el correu X.400 en algunes aplicacions sectorials que requereixin major seguretat i integritat (com aplicacions militars), i és el model que hi ha per sota d'aplicacions relativament populars com Lotus Notes.
La primera versió d'X.400 és del 1984 (el Llibre Vermell ), es va revisar en profunditat en 1988 (Llibre Blau). Se li van afegir noves funcions en 1992 (Llibre Blanc), i en successives actualitzacions. Els principals protocols de X.400 eren: P1 per a comunicació entre MTA's (els servidors de correu), P3 entre agents d'usuari (UA, el programa de correu electrònic de l'usuari final) i MTA, i P7 entre UA i magatzems de missatges.
Es van definir protocols conceptuals per a la comunicació entre UAs, malgrat que no podia donar-se directament, fent servir P1 i P3 com a canal fiable. Aquest protocol es va dir P2 en Llibre Vermell i P22 al Llibre Blau.
Algunes característiques excel·lents de X.400 eren la separació entre contingut i sobre, les adreces estructurades, la possibilitat de contingut multimèdia (a MIME) i el tractament integral del xifrat i autenticació. Ja que les operadores de X.400 eren les operadores incumbents, es van descriure passarel·les cap a altres serveis com el tèlex, el fax o el correu ordinari. El fet que requerís control centralitzat, pot tenir a veure amb el poc èxit.

## Productes X.400
- AddOnMail Arxivat 2009-01-29 a Wayback Machine. - Agent d'usuari X.400
- Boldon James Arxivat 2009-06-25 a Wayback Machine. - Agent d'usuari X.400
- Isode Ltd Arxivat 2012-12-24 a Wayback Machine. - M-Switch X.400 (P1/P3) & M-Store X.400 (P7)
- NET-TEL Arxivat 2007-10-10 a Wayback Machine. - Agent d'usuari X.400 i Servidors (MTA i P7 MS)
- Atos Origin[Enllaç no actiu] - Servidor MXMS X.400